# Lungo le vie del vento
Lungo le vie del vento è il 18º album in studio dei Nomadi, pubblicato nel 1995.

## Tracce
1. Ricordarti (Beppe Carletti, Odoardo Veroli, Daniele Taurian) – 4:38
2. Il vento del nord (Beppe Carletti, Odoardo Veroli, Cico Falzone, Lorella Cerquetti) – 4:55
3. Le strade (Beppe Carletti, Odoardo Veroli, Marco Petrucci) – 4:54
4. Va (La mia vita va) (Beppe Carletti, Odoardo Veroli, Daniele Taurian) – 4:36
5. Il tavolino (Beppe Carletti, Odoardo Veroli, Romano Rossi) – 4:45
6. Là dove stanno gli Dei (Beppe Carletti, Odoardo Veroli, Daniele Taurian) – 4:44
7. Il saggio (Beppe Carletti, Odoardo Veroli, Lorella Cerquetti) – 5:06
8. Il viaggiatore (Beppe Carletti, Odoardo Veroli, Cico Falzone, Lorella Cerquetti) – 3:39
9. Tu puoi (Beppe Carletti, Odoardo Veroli, Vittorio Ripari) – 4:23
10. Lungo le vie del vento (Beppe Carletti, Odoardo Veroli, Daniele Taurian) – 5:28

## Formazione
- Danilo Sacco – voce, chitarra
- Beppe Carletti – tastiere
- Cico Falzone – chitarra
- Elisa Minari – basso
- Daniele Campani – batteria
- Francesco Gualerzi – voce, strumenti a fiato